# Milicia Popular
Milicia Popular fue un diario de inspiración comunista, portavoz del Quinto Regimiento de Milicias Populares comandado por Enrique Líster. Se publicó entre el 26 de julio de 1936 y el 24 de enero de 1937 y fue impreso por Benigno Rodríguez. Entre los colaboradores podemos mencionar al escritor teatral Eduardo Ugarte.